# Henry O'Neill
Pour les articles homonymes, voir O'Neill.
Henry O'Neill (parfois crédité Henry O'Neil) est un acteur américain, né à Orange (New Jersey) le 10 août 1891, mort à Hollywood (Californie) le 18 mai 1961.

## Biographie
Au théâtre, Henry O'Neill joue à Broadway (New York) entre 1921 et 1933, en particulier dans la pièce The Last Mile de John Wexley en 1930.
Au cinéma, où il apparaît de 1930 à 1957, notamment dans des westerns et comédies musicales, il interprète souvent des seconds rôles de juge ou de procureur.
Une étoile lui est dédiée sur le Walk of Fame d'Hollywood Boulevard.

## Filmographie partielle

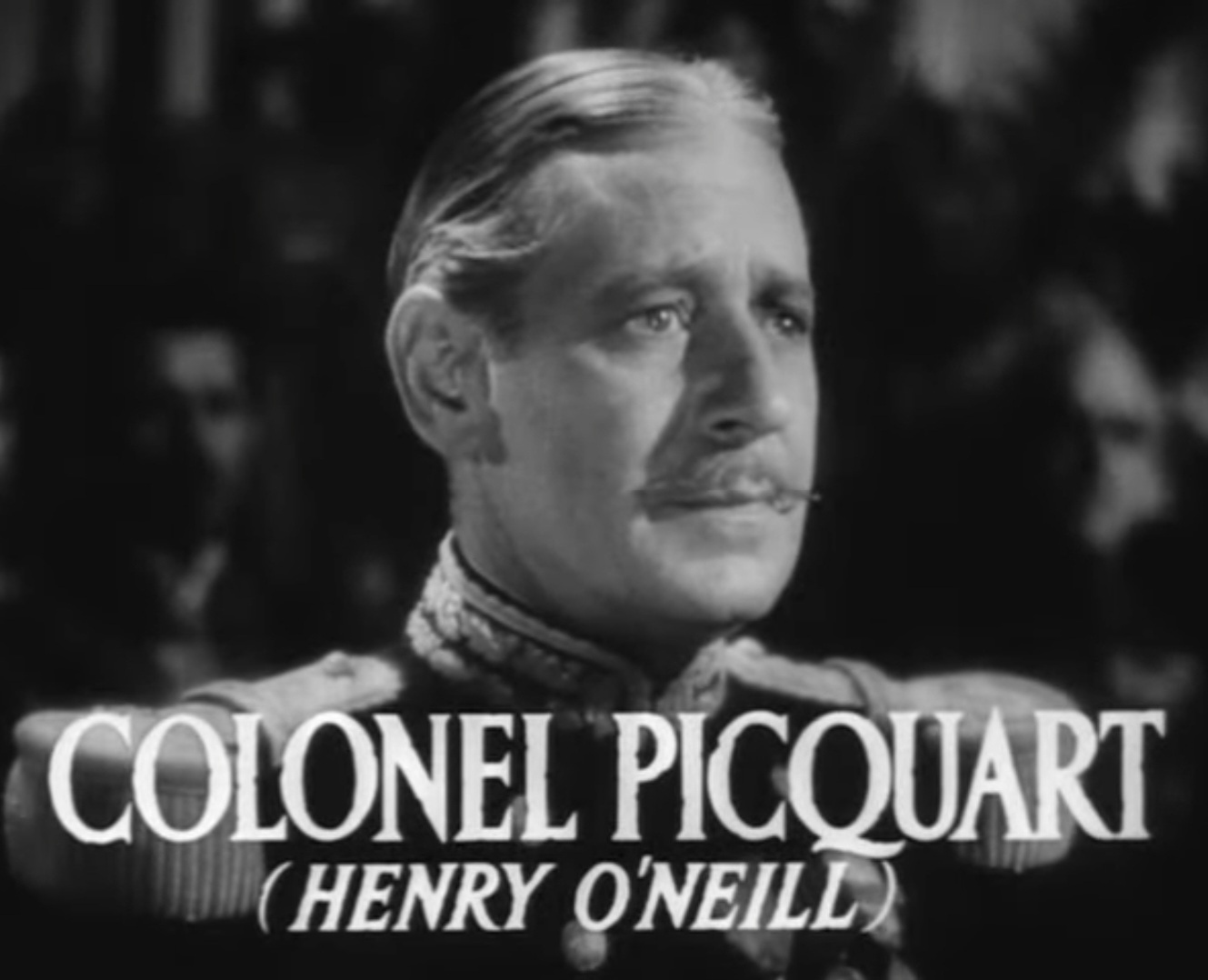
Dans La Vie d'Émile Zola (1937)

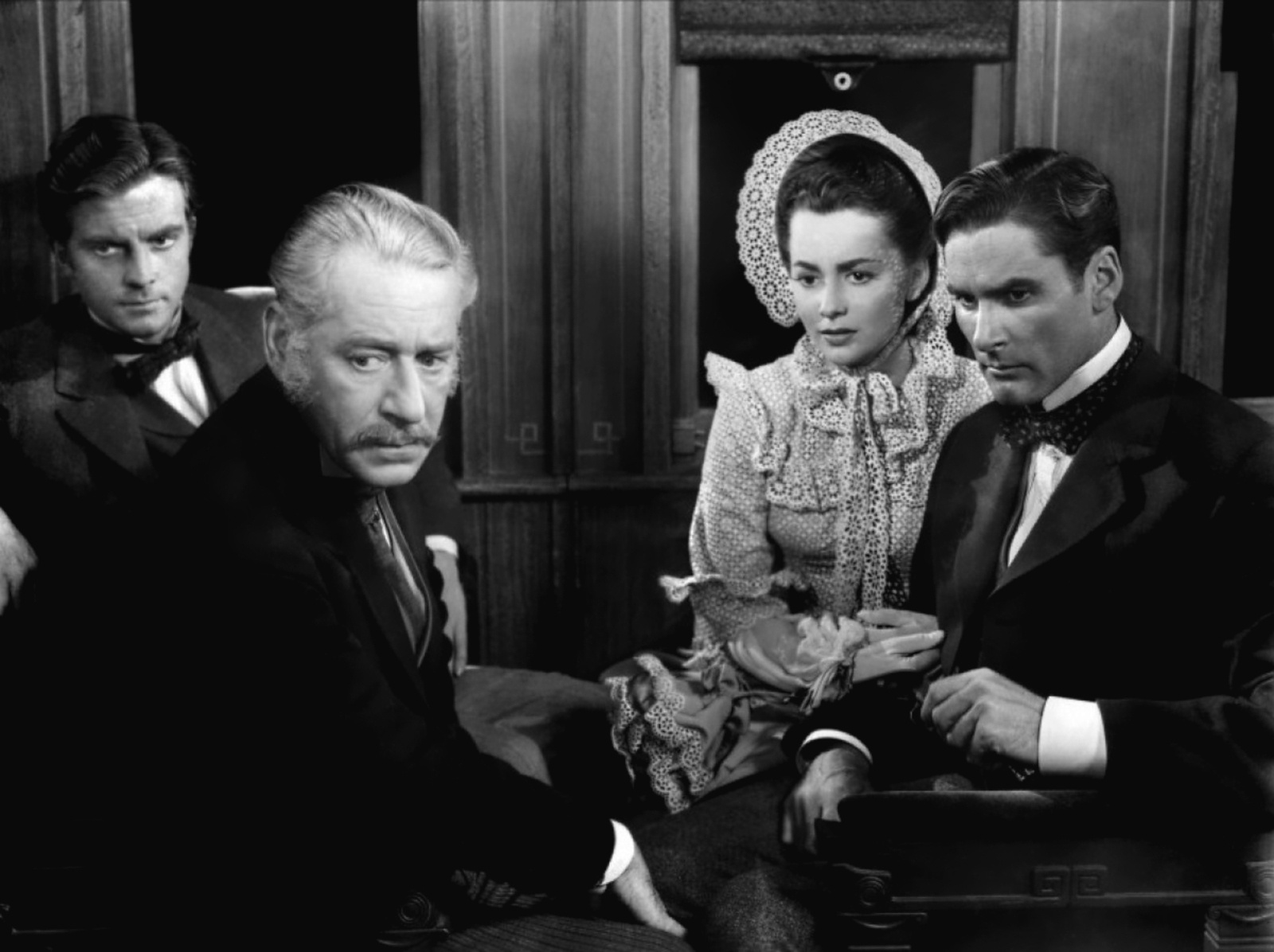
De gauche à droite : William Lundigan, Henry O'Neill, Olivia de Havilland et Errol Flynn, dans La Piste de Santa Fe (1940)

### Années 1930
- 1930 : The Strong Arm d'Edmund Joseph (court métrage)
- 1933 : I Loved a Woman de Alfred E. Green
- 1933 : Ever in My Heart de Archie Mayo
- 1933 : The Kennel Murder Case de Michael Curtiz
- 1933 : From Headquarters (en) de William Dieterle
- 1933 : Le Tombeur (Lady Killer) de Roy Del Ruth
- 1933 : L'Irrésistible (Son of a Sailor) de Lloyd Bacon
- 1933 : The World Changes de Mervyn LeRoy
- 1934 : The Big Shakedown de John Francis Dillon
- 1934 : Massacre de Alan Crosland
- 1934 : Bedside de Robert Florey
- 1934 : J'écoute (I've Got Your Number) de Ray Enright
- 1934 : Les Pirates de la mode (Fashions of 1934) de William Dieterle
- 1934 : Wonder Bar de Lloyd Bacon et Busby Berkeley
- 1934 : Midnight de Chester Erskine
- 1934 : Ondes d'amour (Twenty Million Sweethearts) de Ray Enright
- 1934 : Journal of a Crime de William Keighley
- 1934 : The Key de Michael Curtiz
- 1934 : L'Homme aux deux visages (The Man with Two Faces)
- 1934 : L'Homme de quarante ans (Upperworld) de Roy Del Ruth
- 1934 : Fog Over Frisco de William Dieterle
- 1934 : The Personality Kid (en) d'Alan Crosland
- 1934 : Les Nuits de New York (Now I'll Tell) d'Edwin J. Burke
- 1934 : Madame du Barry (titre original) de William Dieterle
- 1934 : Side Streets (en) d'Alfred E. Green
- 1934 : Midnight Alibi de Alan Crosland
- 1934 : Big Hearted Herbert de William Keighley
- 1934 : Gentlemen Are Born d'Alfred E. Green
- 1934 : Mademoiselle Général (flirtation Walk) de Frank Borzage
- 1934 : Murder in the Clouds de D. Ross Lederman
- 1934 : Mariage secret (The Secret Bride) de William Dieterle
- 1934 : The Man Who Reclaimed His Head de Edward Ludwig
- 1935 : Bordertown de Archie Mayo
- 1935 : Sweet Music de Alfred E. Green
- 1935 : Meurtre au Grand Hôtel (The Great Hotel Murder) d'Eugene Forde
- 1935) : Sur le velours (Living on Velvet) de Frank Borzage
- 1935 : While the Patient Slept de Ray Enright
- 1935 : The Florentine Dagger de Robert Florey
- 1935 : Furie noire (Black Fury) de Michael Curtiz
- 1935 : Agent spécial (Special agent) de William Keighley
- 1935 : The Case of the Lucky Legs d'Archie Mayo
- 1935 : Dinky de D. Ross Lederman et Howard Bretherton
- 1935 : Oil for the Lamps of China de Mervyn LeRoy
- 1935 : Stranded de Frank Borzage
- 1935 : Bright Lights de Busby Berkeley
- 1935 : We're in the Money de Ray Enright
- 1935 : Dr Socrates de William Dieterle
- 1935 : Personal Maid's Secret de Arthur Greville Collins
- 1936 : Freshman Love de William C. McGann
- 1936 : Road Gang de Louis King
- 1936 : La Vie de Louis Pasteur (The Story of Louis Pasteur) de William Dieterle
- 1936 : Le Mort qui marche (The Walking Dead) de Michael Curtiz
- 1936 : Boulder Dam de Frank McDonald
- 1936 : La Flèche d'or (The Golden Arrow) d'Alfred E. Green
- 1936 : Guerre au crime (Bullets or Ballots) de William Keighley
- 1936 : Anthony Adverse de Mervyn LeRoy
- 1936 : The Big Noise de Frank McDonald
- 1936 : L'Ange blanc (The White Angel) de William Dieterle
- 1936 : Two Against the World de William C. McGann
- 1936 : Rainbow on the River de Kurt Neumann
- 1937 : Septième District The Great O'Malley) de William Dieterle
- 1937 : Femmes marquées (Marked Women) de Lloyd Bacon
- 1937 : La Vie d'Émile Zola (The Life of Emile Zola) de William Dieterle
- 1937 : La Lumière verte (Green Light) de Frank Borzage
- 1937 : Draegerman Courage de Louis King
- 1937 : The Go Getter de Busby Berkeley
- 1937 : The Singing Marine de Ray Enright
- 1937 : Monsieur Dodd prend l'air (Mr. Dodd Takes the Air) d'Alfred E. Green
- 1937 : First Lady de Stanley Logan
- 1937 : Sous-marin D-1 (Submarine D-1) de Lloyd Bacon : Amiral Thomas
- 1937 : Wells Fargo de Frank Lloyd
- 1938 : La Bataille de l'or (God is where you find it) de Michael Curtiz
- 1938 : L'Insoumise (Jezebel) de William Wyler
- 1938 : La Femme errante (White Banners) d'Edmund Goulding
- 1938 : Yellow Jack de George B. Seitz
- 1938 : Le Mystérieux Docteur Clitterhouse (The Amazing Dr. Clitterhouse) d'Anatole Litvak
- 1938 : Menaces sur la ville (Racket Busters) de Lloyd Bacon
- 1938 : Girls on Probation de William C. McGann
- 1938 : Les Cadets de Virginie (Brother Rat) de William Keighley
- 1938 : Chasseurs d'accidents (The Chaser) d'Edwin L. Marin
- 1939 : Torchy Blane in Chinatown de William Beaudine
- 1939 : Les Ailes de la flotte (Wings of the Navy) de Lloyd Bacon
- 1939 : Les Conquérants (Dodge City) de Michael Curtiz
- 1939 : Juarez de William Dieterle
- 1939 : Les Aveux d'un espion nazi (Confessions of a Nazi Spy) d'Anatole Litvak
- 1939 : Lucky Night de Norman Taurog
- 1939 : Les Fils de la Liberté (Sons of Liberty) de Michael Curtiz (court métrage)
- 1939 : The Angels Wash Their Faces de Ray Enright
- 1939 : Quatre Jeunes Femmes (Four Wives) de Michael Curtiz
- 1939 : En surveillance spéciale (Invisible Stripes de Lloyd Bacon
- 1939 : Everybody's Hobby de William C. McGann
- 1939 : A Child Is Born de Lloyd Bacon

### Années 1940
- 1940 : Le Régiment des bagarreurs (The Fighting 69th) de William Keighley
- 1940 : Calling Philo Vnace de William Clemens
- 1940 : Castle on the Hudson d'Anatole Litvak
- 1940 : La Balle magique du Docteur Ehrlich (Dr. Ehrlich's Magic Bullet) de William Dieterle
- 1940 : Till We Meet Again de Edmund Goulding
- 1940 : Une femme dangereuse (They Drive by Night) de Raoul Walsh
- 1940 : Money and the Woman de William K. Howard
- 1940 : Knute Rockne, All American de Lloyd Bacon
- 1940 : La Piste de Santa Fe (Santa Fe Trail) de Michael Curtiz
- 1941 : Des hommes vivront (Men of Boys Town) de Norman Taurog
- 1941 : Les Oubliés (Blossoms in the Dust) de Mervyn LeRoy
- 1941 : Whistling in the Dark de S. Sylvan Simon
- 1941 : L'Ombre de l'Introuvable (Shadow of the Thin Man) de W. S. Van Dyke
- 1941 : The Get-Away d'Edward Buzzell et Richard Rosson
- 1941 : Franc Jeu (Honky Tonk) de Jack Conway
- 1942 : Johnny, roi des gangsters (Johnny Eager) de Mervyn LeRoy
- 1942 : The Bugle Sounds de S. Sylvan Simon
- 1942 : Born to Sing d'Edward Ludwig
- 1942 : Tortilla Flat de Victor Fleming
- 1942 : Le Cargo des innocents de Robert Z. Leonard
- 1943 : Et la vie continue (The Human Comedy) de Clarence Brown
- 1943 : La jeunesse s'amuse (Best Foot Forward) d'Edward Buzzell
- 1943 : Fou de girls (Girl Crazy) de Norman Taurog et Busby Berkeley
- 1943 : Laurel et Hardy chefs d'îlot (Air Raid Wardens) d'Edward Sedgwick
- 1943 : La Bête (Whistling in Brooklyn) de S. Sylvan Simon
- 1943 : Un nommé Joe (A Guy named Joe) de Victor Fleming
- 1943 : Dr. Gillespie's Criminal Case de Willis Goldbeck
- 1943 : L'Ange perdu (Lost Angel) de Roy Rowland
- 1944 : Le Corps céleste (The Heavenly Body) d'Alexander Hall
- 1944 : Deux Jeunes Filles et un marin (Two Girls and a Sailor) de Richard Thorpe
- 1944 : Barbary Coast Gent (en) de Roy Del Ruth
- 1944 : Les Cuistots de Sa Majesté (Nothing But Trouble) de Sam Taylor
- 1945 : L'amour s'en va-t-en guerre (Keep your powder dry) d'Edward Buzzell
- 1945 : Escale à Hollywood (Anchors Aweight) de George Sidney
- 1945 : This Man's Navy de William A. Wellman
- 1946 : The Hoodlum Saint de Norman Taurog
- 1946 : Les Vertes Années (The Green Years) de Victor Saville
- 1946 : Little Mister Jim de Fred Zinnemann
- 1949 : Un pacte avec le diable (Alias Nick Beal) de John Farrow
- 1949 : You're My Everything de Walter Lang
- 1949 : Les Désemparés (The Reckless Moment) de Max Ophüls
- 1949 : Mariage compliqué (Holiday Affair), de Don Hartman

### Années 1950
- 1950 : Chaînes du destin (No Man of her Own) de Mitchell Leisen
- 1950 : L'Engin fantastique (The Flying Missile) de Henry Levin
- 1950 : Convict d'Henry Levin
- 1951 : Le peuple accuse O'Hara (The People Against O'Hara) de John Sturges
- 1952 : Une fille à bagarres (Scarlet Angel) de Sidney Salkow
- 1952 : L'Inexorable Enquête (Scandal Sheet) de Phil Karlson
- 1953 : Le soleil brille pour tout le monde (The Sun shines bright) de John Ford
- 1955 : Tant que soufflera la tempête (Untamed) d'Henry King
- 1957 : L'aigle vole au soleil (The Wings of Eagle) de John Ford

## Théâtre (piècesà Broadway)
- 1921 : The Spring de George Cram Cook
- 1921 : The Verge de Susan Glaspell
- 1922 : Mr. Faust d'Arthur Davison Ficke
- 1922 : Le Singe velu (The Hairy Ape) d'Eugene O'Neill, avec Louis Wolheim
- 1922 : Taboo de Mary Hoyt Wiborg
- 1922 : Chains of Dew de Susan Glaspell
- 1922 : The Ancient Mariner, d'après un poème de Samuel Taylor Coleridge
- 1922 : George Dandin ou le Mari confondu (George Dandin), adaptée de Molière
- 1925 : Amour pour amour (Love for Love) de William Congreve, avec Edgar Stehli
- 1925 : La Dernière Nuit de Don Juan (Last Night of Don Juan) d'Edmond Rostand, adaptée par Sidney Howard, avec Violet Kemble-Cooper, Stanley Logan, Edgar Stehli
- 1925 : La Fontaine (The Fountain) d'Eugene O'Neill, avec Walter Huston, Edgar Stehli
- 1926 : The Dream Play d'August Strindberg, adaptée par Edwin Bjorkman
- 1926 : You can't win de Ralph Cullinan, avec Edgar Stehli
- 1926-1927 : The Squall de Jean Bart, mise en scène par Lionel Atwill, avec Romney Brent, Blanche Yurka
- 1928-1929 : Jarnegan de Charles Beahan et Garrett Fort, avec Joan Bennett, Richard Bennett (également metteur en scène), Lionel Stander
- 1929 : Hawk Island de (et mise en scène par) Howard Irving Young, avec Clark Gable, Charles Halton
- 1930 : The Last Mile de John Wexley, production d'Herman Shumlin, mise en scène de Chester Erskine, avec Joseph Calleia, Spencer Tracy, Ernest Whitman
- 1931 : Old Man Murphy de Patrick Kearney et Harry Wagstaff Gribble
- 1931 : Wonder Boy d'Edward Chodorov et Arthur Barton, avec Sam Levene, Gregory Ratoff
- 1932 : Trick for Trick de Vivian Crosby, Shirley Warde et Harry Wagstaff Gribble
- 1932 : I loved you Wednesday de Molly Ricardel et William Du Bois, avec Humphrey Bogart, Henry Fonda, Rose Hobart
- 1933 : Foolscap de Gennaro Mario Curci et Eduardo Ciannelli, avec Alan Marshal, Richard Whorf, Frederick Worlock, Eduardo Ciannelli
- 1933 : Conquest d'Arthur Hopkins (également metteur en scène et producteur), avec Jane Wyatt
- 1933 : Shooting Star de Noel Pierce et Bernard C. Schoenfeld, avec Walter Baldwin, Lee Patrick, Cora Witherspoon